# Dexiang (sockenhuvudort i Kina, Heilongjiang Sheng, lat 46,49, long 127,18)
Dexiang (kinesiska: 德祥, 德祥乡) är en sockenhuvudort i Kina. Den ligger i provinsen Heilongjiang, i den nordöstra delen av landet, omkring 93 kilometer nordost om provinshuvudstaden Harbin. Antalet invånare är 35 411. Befolkningen består av 17 635 kvinnor och 17 776 män. Barn under 15 år utgör 13,0 %, vuxna 15-64 år 80 %, och äldre över 65 år 5,0 %.
Runt Dexiang är det ganska tätbefolkat, med 185 invånare per kvadratkilometer. Dexiang är det största samhället i trakten. Trakten runt Dexiang består till största delen av jordbruksmark.
Genomsnittlig årsnederbörd är 854 millimeter. Den regnigaste månaden är juli, med i genomsnitt 192 mm nederbörd, och den torraste är januari, med 8 mm nederbörd.